# Audeville
Audeville är en kommun i departementet Loiret i regionen Centre-Val de Loire strax norr Frankrikes mitt. Kommunen ligger i kantonen Malesherbes som tillhör arrondissementet Pithiviers. År 2022 hade Audeville 180 invånare.

## Befolkningsutveckling
Antalet invånare i kommunen Audeville
| Referens: INSEE |